# Lora (opera)
Lora (psáno též Lóra, v německém originále Der Liebesring, tj. doslovně Prsten lásky) je jednoaktová romantická opera českého skladatele, hudebního teoretika a pedagoga Františka Zdeňka Skuherského na mnohokrát zhudebněné libreto německého spisovatele Hermanna Theodora von Schmidta. Poprvé byla uvedena 26. února 1861 v Innsbrucku, kde Skuherský v té době působil jako kapelník. V roce 1868 ji nastudovalo i pražské Prozatímní divadlo.

## Vznik a historie díla
Zdeněk František Skuherský komponoval v 50. letech 19. století nejprve operu Samo na český text a později, když začal roku 1854 působit jako kapelník v Innsbrucku, operu Der Apostat na německý text, avšak jeho první operou, která se dostala na jeviště, se stala jednoaktovka s originálním názvem Der Liebesring (Prsten lásky). Libreto Hermanna Theodora von Schmida, na námět pověsti o Karlu Velikém zaznamenaném Petrarcou, získalo roku 1857 cenu spolku německých hudebníků Deutsche Tonhalle, poprvé je roku 1860 zhudebnil Ernst Krähmer a poté řada dalších skladatelů (Franz Mair, Richard Genée, Carl Witting, Friedrich Baumfelder). Z českých skladatelů napsal operu na stejné libreto i Jan Nepomuk Škroup; jeho verze (Der Liebesring) měla premiéru v pražském Stavovském divadle 18. prosince 1861.
Skuherský uvedl svou operu poprvé v Innsbrucku počátkem roku 1861; dočkala se jediné reprízy. O dva roky později uvedlo pražské Prozatímní divadlo úspěšně jeho operu Vladimír, bohův zvolenec (do češtiny přeložený Der Apostat) jako svou první operní novinku domácího skladatele. Po návratu Skuherského do Prahy (1866) uvedlo české divadlo i Der Liebesring v české úpravě profesora Karla Krásy pod názvem Lora (Lóra) Skladatel zadal operu Prozatímnímu divadlu anonymně, a na vývěskách proto jeho jméno nebylo uváděno. Totožnost autora však byla veřejným tajemstvím a na konci prvního představení jej obecenstvo vyvolávalo pokřikem „Skuherský! Skuherský!“, skladatel však nebyl přítomen. Premiérové publikum přijalo operu příznivě díky její melodičnosti, podle Josefa Bartoše „na několika místech uhozeno bylo šťastně na tón národní“. Pravidelné obecenstvo o ni však neprojevilo zájem a Lora se stejně jako v Innsbrucku i v Praze dočkala jediné reprízy. Tato druhá inscenace byla i posledním nastudováním tohoto díla.
Hlavní postavu, vesničanku Lóru, zpívala v české premiéře Eleonora z Ehrenbergů, jež zpívala tutéž roli již v roce 1861 ve Stavovském divadle ve zmíněném zpracování J. N. Škroupa.

## Osoby
| osoba                                                      | hlasový obor | obsazení české premiéry (13. 4. 1868) |
| ---------------------------------------------------------- | ------------ | ------------------------------------- |
| Klaus (česky Klaus), rybář                                 | bas          | Karel Čech                            |
| Lore (česky Lóra), jeho dcera                              | soprán       | Eleonora z Ehrenbergů                 |
| Hanno (česky Jan), mladý rybář                             | tenor        | Arnošt Grund                          |
| Geislin (česky Kyslík), převozník                          | bas          | Josef Paleček                         |
| Kníže Bohemund (česky Bohumír)                             | baryton      | Josef Lev                             |
| Isaura, princezna, jeho nevěsta                            | soprán       | Marie Písařovicová                    |
| Jezerní víla                                               | soprán       | Ema Maislerová                        |
| Rybáři, vesničané, dvořané knížete a princezny             |              |                                       |
| Dirigent: Adolf Čech, režie: (pravděpodobně) František Sák |              |                                       |

## Děj opery
(Horská krajina s jezerem a rybářskou chalupou v popředí, podvečer)
Před svým příbytkem sedí chudý a počestný rybář Klas s dcerou Lorou a jejím nastávajícím Hennem a spravují sítě (introdukce a tercet Nun steigt die Dämmerung kühlend nieder). Zítra se mají Lora a Henno stát manželi. Ženich své nevěstě vyznává lásku, ale také chce od ní slyšet, zda jej má skutečně ráda a zda mu bude věrnou ženou. Loru takové otázky den před svatbou urážejí (duet Wo willst du hin? s ariosy Du bist es, die ich lieb' und ehre a Wie bin ich Arme zu beklagen!). Jestli o ní Hanno pochybuje, je ještě čas svatbu zrušit. Hanno se omlouvá; a už přicházejí vesničané blahopřát mladému páru (sbor Laßt erklingen Liedeslaut). Klaus je vítá. Mezi příchozími je i vychloubačný převozník Geißlin, který připomíná místní pověru (recitativ Ihr werthen Freunde, Nachbarn, seid gegrüßt! a romance Der Kaiser Karl hatt' einmal ein Lieb).
Za dávných časů upadl císař Karel pro ztrátu své milenky do těžké, život ohrožující trudnomyslnosti. Aby jej uzdravil, vhodil biskup Turpin prsten lásky, talisman této královské vášně, na dno jezera. I čarodějka, jejímž dílem byla tajemná síla prstenu, byla za trest vypovězena a musí pobývat tak dlouho v hlubině jezera, dokud ji nevysvobodí nevěsta, která prsten nalezne a použije jej správným způsobem. Od té doby je ve vsi, která leží na břehu zmíněného jezera a která je dějištěm příběhu, lidový obyčej, že každá nevěsta musí v předvečer své svatby veslovat na loďce po jezeře a z úlovků své rybářské sítě potom může hádat, jaký má být její budoucí osud.
Po odchodu vesničanů vše utichne a setmí se. K jezeru náhodně zabloudí na lovu pán zdejší země, kníže Bohemund (recitativ a árie Sieh' da – zum dunklen Seegestad'… Ha wie des Waldes Odem). Současně se vrací Lora ze své plavby přes jezero, při níž skutečně nalezla onen prsten na ploutvi chycené ryby. Ačkoli svého ženicha Hanna vřele miluje, přece nedokáže odolat tomu, aby kouzlo prstenu nepodrobila zajímavé zkoušce a nasadila si jej. Přítomný kníže k ní vzplane ihned vášní (duet Hier bin ich! Gott sei Dank, daß es mir gelang… Komm', o komm an die heiße verlangende Brust). Klečícího před Laurou jej naleznou Klaus, Hanno a ostatní vesničané, ale i náhodně přišedší Bohemundova nevěsta, princezna Isaura. Bez ohledu na námitky ohromených vesničanů i budoucího tchána, prosby a zapřísahání Hannovy i Isauřiny výčitky odloží kníže všechny ohledy na své postavení a bez okolku označí Loru za budoucí panovnici. A to tím spíše, že Lora s tím vypadá srozuměna (scéna s kvintetem a sborem Was seh' ich – soll ich meinen Augen Trau'n?... Nun ist mein Los entschieden).
Princezna Isaura se snaží Loru přesvědčit o tom, jak nešťastný je život ve městě a u dvora, ale tyto argumenty rybářskou dceru nepřesvědčí – ostatně Isauře samotné, jak se zdá, její postavení svědčí (recitativ a duet Mein schönes Kind, hör' einen Augenblick… Sei klug mein Kind und laß dir rathen). Teprve když osamí, začne o situaci přemýšlet: pomyšlení na život v bohatství, z nějž by mohla prospívat i svému otci a celé vesnici, ji láká, současně jí ale svírá srdce pomyšlení na věrného Hanna (scéna a árie Sieh da, ich bin allein… Wie floß mein leben leise… O seliges Entzücken).
Hanno je nešťasten. Navíc kníže není jediný, kdo podlehl moci prstenu; i starý Geißlin se přichází ucházet o Loru (recitativ s Hennovou písní Wie stand mein liebend Hoffen a tercetem Hab' dich als Kind auf den Armen getragen). Proti dotěrnému sousedovi zakročí Hanno s kuráží, před svým zeměpánem však musí volky nevolky ustoupit.
Bohemund se vrací se slavnostním průvodem, aby odvedl rybářskou dceru na knížecí hrad (sbor Lasset die fröhlichen Lieder erschallen). Ale předchozí scéna přivedla Loru k rozhodnutí zprostit se kouzla, které jí začíná být nepříjemné, a nadále za svůj osud děkovat jen sama sobě. Když jí kníže podává ruku, vyprosí si Lora ještě čas na rozmyšlenou – chce vědět, kdo ji miluje skutečně pro ni samu. Odhodí prsten zpět do jezera a očekává svého budoucího ženicha.
Scéna se náhle mění. Knížeti padají šupiny z očí a jeho láska uhasíná tak rychle, jak vzplála; Geislin nahlíží své poblouznění a jen Hanno zůstává věrný. Bohemund a princezna jsou šťastni stejně tak jako vesničané a jako hrdinové opery, kteří navíc požívají i knížecí velkomyslnosti. Ale šťastny jsou i kouzelné moci, neboť rusalka vynořující se z vln jezera zvěstuje, že Lora správným využitím svého nálezu staré kouzlo zrušila (finále Prinzessin – wie?… Vernehmt mir erst… s melodramem rusalky Nimm meinem Dank, du einfach kindlich Herz a sborem Wohl und, des Himmels Walten).

## Nahrávky
Celková nahrávka opery dosud neexistuje. Árii Bohemunda z 1. jednání „Aj hle, k tmavému nábřeží“ zpívá Ivan Kusnjer na CD „Rarity české opery“ (2011) (Supraphon, SU 4074-2 611).